# Wemean
Wemean war eine Schweizer Band, die in der Tradition der Riot Grrrls stand.

## Werdegang
Die Gruppe entstand im Februar 1993 im Umfeld des Zürcher Mädchentreff. Im Juni desselben Jahres gewann die Band den ersten Preis an einem Schülerinnenbandfestival. Das Magazin porträtierte die Band im Juni 1994: „Wemean gelten als eine der besten Schweizer Nachwuchsbands“. Die Band bestand aus den Geschwistern Sabina und Patrizia Leone, Jenny Billeter und Silvia Ammirato.
Mit den baskischen Negu Gorriak gingen Wemean im September 1995 auf Tour in der Schweiz und Deutschland. Im selben Jahr gründete die Band das bandeigene Label The Label, auf dem das Debütalbum veröffentlicht werden sollte. Dieses wurde im Februar 1996 in der Nähe von San Sebastian im Baskenland aufgenommen. Der Produzent war Fermin Muguruza. Das Album wurde im April 1996 in der Schweiz veröffentlicht. In der Folge spielte die Band in ganz Europa. Konzerte in Barcelona, Bilbao, Madrid, Zaragoza, Pamplona und Wien folgten der Veröffentlichung des Albums in Spanien und Frankreich. 
Im April 1997 wurde eine EP in den USA veröffentlicht; die Idee entstand aus der Zusammenarbeit und Freundschaft mit der Riotpunkband The Mudwimin. Im Juli des gleichen Jahres gab die Band anlässlich der Internationalen Jugendweltfestspielen zwei Konzerte in Havanna, Cuba. 
Die Band trennte sich im Dezember 1998.

## Diskografie

### 7" EPs
- Faida/Goddam My Eyes (Scheming Intelligentsia, 1996)

### Alben
- Wemean (The Label, 1996)